# 62. Kurentovanje (2022)
Kurentovanje 2022 ("Zvesti tradiciji, zazrti v prihodnost") je bil dvainšestdeseti uradni ptujski karneval, organiziran virtualno oziroma kasneje spontano, med 19. februarjem in 1. marcem.
Po prvotnem planu je bilo zaradi pandemije, drugo leto zapored predvideno le kot virtualno kurentovanje. A je vlada republike Slovenije sredi kurentovanja (21.2) umaknila vse omejitve. Tako je kurentovanje čez noč, spontano in neorganizirano (kot tudi celoten preostanek kurentovanja), z dnevom kurentov (23.2.), z nepregledno množico in več sto kurenti napolnilo staro mestno jedro do zadnjega kotička in zaživelo v vsej svoji polnosti in veselju, česar pa samo nekaj dni nazaj ni nihče pričakoval.
Organizator tokrat virtualno načrtovane kurentovanja Zavod za turizem Ptuj je sicer dejal, da je sam umik vseh omejitev prišel prepozno in da ni moč čez noč organizirano izpeljati vseh dogodkov, so pa podprli spontane povorke in maske, zasebnike in gostince, ki so se odločili da sami pristopijo in v lastni režiji popestrijo dogajanje in samo gostinsko ponudbo v mestu.
Lani gostinski lokali sploh niso smeli obratovati saj so bili ukrepi zelo strogi, letos pa so lahko.

## Tradicionalni spored kurentovanja

### Uvod v pustni čas
Običajno na Zokijevi domačiji, tokrat pa je vsak Kurent ob polnoči zazvonil pri sebi doma.
| Od   | Dogodek                      | Dan                                                                                   | Obisk   |
| ---- | ---------------------------- | ------------------------------------------------------------------------------------- | ------- |
| 2001 | 22. kurentov (korantov) skok | Polnočno obredje ob ognju na Zokijevi domačiji v Budini (Svečnica – 2. na 3. februar) | Zasebno |

### Glavni tradicionalni dogodki
| Od                                  | Dogodek                               | Dan                       | Obisk     |
| ----------------------------------- | ------------------------------------- | ------------------------- | --------- |
| Etnografski in karnevalski sprevodi |                                       |                           |           |
| 1998                                | 25. otvoritvena etnografska povorka   | predpustna sobota (19.2.) | spontano  |
| 2017                                | 6. dan kurentovih (korantovih) skupin | pustna sreda (10.2.)      | spontano  |
| 2015                                | 7. nočni spektakel                    | pustni petek (12.2.)      | virtualno |
| 1873                                | 9. mestni pustni korzo                | pustna sobota (13.2.)     | virtualno |
| 2013                                | 9. mestni pustni korzo                | pustna sobota (13.2.)     | virtualno |
| 1960                                | 62. mednarodna karnevalska povorka    | pustna nedelja (27.2.)    | spontano  |
| 1960                                | 62. pokop pusta                       | pustni torek (16.2.)      | spontano  |

### Večerni prikazi ptujskih etnografskih likov
Vsakodnevni večerni prikazi etnografskih likov (Pokači, Ruse, Bada deda nosi, Jürek in rabolj, Ploharji, Kopjaši, Vile, Medved..) so uradno odpadli, saj zaradi nenadnega umika ukrepov niso dogodkov niso uspeli čez noč organizirati. So pa liki sredi Kurentovanja ob večerih prihajali spontano.

### Nočni spektakel in mestni pustni korzo
Letos nista bila niti del uradnega spletnega kurentovanja, niti teh dveh povork kljub vsemu, niso v nobeni obliki ljudje izpeljali spontano.

### Spremljevalni program
| Od   | Dobrodelni kuharski dogodek | Dan                       | Obisk    |
| ---- | --------------------------- | ------------------------- | -------- |
| 2006 | 17. Obarjada                | predpustna sobota (19.2.) | okrnjeno |

| Od   | Slikarstvo     | Slikarstvo         | Dan                       |
| ---- | -------------- | ------------------ | ------------------------- |
| 2009 | 14. Ex tempore | Likovna kolonija   | predpustna sobota (19.2.) |
| 2009 | 14. Ex tempore | Otvoritev razstave | pustna sobota (26.2.)     |

## Neorganiziran spontano izveden program

### 22. Kurentov skok (2.2.–3.2.)
Zvonko Križaj (Matevž Zoki II) je hotel obuditi običaj iz otroštva, ko so si njegov oče in sosedje ob Svečnici točno ob polnoči, prvič nadeli zvonce.
Je obredni ples kurentov ob ognju, ki se zgodi vedno na Svečnico, točno ob polnoči na prehodu iz 2. na 3. februar, ki si ga je 2. karnevalski princ Matevž Zoki II. leta 2001 izmislil, oziroma obudil star običaj iz svojega domačega okoliša. Zato vse od tedaj na njegovi domačiji v Budini, nedaleč stran od Ptujske rance in tik pod Ptujskim jezerom, zdaj že tradicionalno vsako leto ta čas poteka ta dogodek. Na njem se zbere tudi več sto kurentov in je uvod (čeprav neuraden) v celotno pustno dogajanje, saj je to povsem samostojen in ločen ljudski dogodek, ki ni povezan z uradnim karnevalom. Za ta dogodek je značilno, da si kurenti ne nadenejo kožuha in maske, ampak si dajo gor le zvonce, ježevke in gamaše.
Tudi letos so tako kot lani, a še vseeno v večjem številu, opravili kurentov skok. Letos se je v nasprotju z lanskim letom, na Zokijevi domačiji zbralo kar nekaj kurentov. So pa ob polnoči zvonci istočasno zadoneli po vseh mestnih četrtih, v blokovskem naselju ter v številnih okoliških občinah.

### 25. Otvoritvena etnografska povorka (19.2.)
Medcelinsko srečanje etnografskih pustnih likov poteka že od leta 1998, zmeraj na predpustno soboto dopoldan ob 11. uri, kot otvoritvena povorka v 11 dnevno karnevalsko pustno dogajanje. Na njem nastopajo samo tradicionalni etnografski pustni liki iz več evropskih držav. Poleg naših domačih likov kot so kurenti (koranti), baba nosi deda, pokači, ploharji, ruse, piceki, nagajivi medved, orači, vile in pustni plesači, nastopajo še tradicionalne pustne šeme iz tujine kot so Avstrija, Italija, Severna Makedonija, Bolgarija, Hrvaška itd.
Organizirane etnografske povorke letos ni bilo, je pa bil to praktično še zadnji dan pandemije, že čez dva dni so namreč umaknili vse omejitve. Namesto virtualne povorke pa se je zgodila spontana etnografska povorka, brez nobenih ograj, v kateri se je sprehodilo ogromno različnih skupin, ki so štartali že na Zadružnem trgu (pešmostu) in se sprehodili tudi skozi mesto. Zbralo se je zavidljivo število gledalcev. Je pa bil za normalno izvedbo Kurentovanja ta preklic vseh ukrepov čez noč, za organizatorje mnogo prepozno, saj niso mogli kar čez noč pridobiti dovoljenj in se dogovoriti z nastopajočimi.
- Princ Hinko Sodinski, Plemeniti Gall
- Jürek in Rabolj
- Ploharji
- Pokači (Župečja vas)
- Baba deda nosi
- Kurenti
- Kopjaši
- Dornavski cigani (TED Lükari Dornava)
- Orači
- ...itd.

### 17. Obarjada (19.2.)
Od 2006 se na predpustno soboto, na pobudo Slavka Visenjaka iz Perutnine Ptuj, istočasno z otvoritveno etnografsko povorko na Novem trgu (prej na dvorišču Ptujske kleti, Minoritskega samostana in Mestne tržnice) odvija dobrodelna piščančja "Obarjada", kjer vsako leto kuhajo obaro, ki jo vsako leto organizira Lions klub. Izkupiček od prodaje več tisoč prodanih obar gre v dobrodelne namene, prvotno namenjen slepim in slabovidnim.
Tudi 17. Obarijada, je zaradi pandemije že drugo leto zapored potekala pod posebnimi pogoji, spet v restavraciji Pan (Kidričevo), in tudi tokrat brez obiskovalcev. Se je pa zbralo do tedaj rekordnih 26 ekip, ki so kuhale. Prav tako je bila rekordna tudi vstota, skupaj kar 18,800 evrov.

### 6. Dan kurentovih skupin (23.2.)
Uradno sicer samo virtualen dogodek, a ker so dva dni prej umaknili vse omejitve, so se Kurenti na pustno sredo, bilo jih je kar 700, spontano zbrali in naredili obhod po mestu, z nepopisno veliko množico ljudi, ki je bila po dveh letih strogega lockdowna, več kot očitno lačna druženja.

### 62. Mednarodna karnevalska povorka (27.2.)
Osrednja mednarodna karnevalska povorka je vrhunec vsakoletnega kurentovanja, ki poteka na pustno nedeljo popoldan. Na njej pa nastopa po več tisoč etnografskih in ostalih pustnih mask, tako domačih kot številnih šem iz ostalih evropskih držav, najboljše maske pa so tudi nagrajene. Na njej se zbere v povprečju 50.000 obiskovalcev iz vseh koncev Slovenije, pa tudi iz tujine. To je ena največjih in najpomembnejših povork v Evropi in svetu. V letu 2011 pa se je na glavni mednarodni nedeljski povorki zbralo kar 65.000 ljudi, absolutni rekord, ki še do danes ni bil presežen.
Uradno organizirane povorke ni bilo, kljub temu da je država en teden prej umaknila vse omejitve, ni bilo dovolj tako velike povorke. Občina je seveda že nekaj dni prej dala zeleno luč za spontano povorko in pozvala vse etnografske skupine naj pridejo in nastopijo v lastni režiji in tudi ljudi naj le pridejo v mesto. Seveda so se vsi odzvali, ni bilo nobenih ograj, a ogromno mask etnografskih in tudi nekaj karnevalskih mask se je zbralo v starem mestnem jedru, spontano povorko pa je obiskalo ogromno ljudi od blizu in daleč. Obenem je občina ustregla gostincem in ponudnikom ter jim šla nasproti vsem, ki so želeli prodajati na javnih površinah. Obljubila je, da bodo šli gostincem nasproti, kolikor se bo le dalo.
| ETNOGRAFSKI DEL; - Pihalni orkester Ptuj (na čelu povorke) - Princ Hinko Sodinski, Plemeniti Gall - Jürek in Rabolj - Ploharji - Pokači (Župečja vas) - Baba deda nosi - Kurenti - FS Vinka Koržeta - Ženitovanjski ples (Cirkovce) - Kopjaši - Vile - Dornavski cigani (TED Lükari Dornava) - Orači (Dornava) | KARNEVALSKI DEL; - Krampusi - Klovni - Beli demoni in črni angeli - Robin Hoodi - Disco party (KUD Stojnci) - Grozdi - Vetrnice (Kidričevo) - Zeleno rdeči Škrati - Pande (belo črni) - Črno beli film - Bavarci-Oktoberfest (Pihalna godba Markovci) |  |

### 62. Pokop pusta (16.2.)
Pokop pusta poteka na pustni torek, kot pred mestno hišo s sežigom tudi uradno pokopljejo pusta. Sredi poldneva se na Ptuju zapre večino uradov in trgovin, številni Ptujčani pa se našemljeni podajo na ulice nabito polnega starega mestnega jedra, kjer cel dan ob dobri glasbi rajajo do jutra.
Če v začetku Kurentovanja še ni bilo fizične predaje ključa županje princu karnevala (le virtualno), je zdaj po umiku vseh omejitev na pokop pusta točno ob 11. uri dopoldan, princ karnevala tudi fizično pred ključe mestne hiše predal nazaj županji. Brez vsakršnih omejitev so ljudje in maske preplavili mesto, kljub omejitvam so pokop pusta množično obiskali že lani. Kurentovanje, ki je se vsekakor zapisalo v zgodovino.

## Karnevalska dvorana
Med 25.–26. februarjem 2022 je v karnevalski dvorani Campus (ločeno od etnografskih in karnevalskih sprevodov) potekal le močno okrnjen komercialni del z glasbenimi izvajalci, saj so morali zaradi umikov vseh ukrepov čez noč organizirati dogodke. Tako so vendarle uspeli pripraviti tradicionalni študentski Kurentanc na pustni petek in naslednji dan veliko pustovanje na pustno soboto.

### Dvorana Campus Sava Ptuj
Zaradi umika vseh omejitev nekaj dni prej, organizirano v zadnjem trenutku. 
| Datum | Vsi nastopajoči                                  | Dan           |
| ----- | ------------------------------------------------ | ------------- |
| 25.2. | KURENTANC (Mi2, Mambo Kings in David Nyx)        | pustni petek  |
| 26.2. | PUSTOVANJE CAMPUS (Skupina Smile in Drugo Dugme) | pustna sobota |

### Prvotno predviden spored zaradi pandemije odpovedan
Program v Campusu v celoti odpovedan in v večini prestavljen na leto 2023.
- 11. februar 2022 – OTVORITVENI KONCERT (Ceca, predskupina in DJ)
- 12. februar 2022 – ROCK VEČER (Parni valjak, Cover Lover in DJ)
- 14. februar 2022 – VALENTINOV KONCERT VEČER (Klapa Intrade in Tomislav Bralić)
- 18. februar 2022 – GALAMA VEČER (Dražen Zečić, Mambo Kings in Aktualova galama)
- 19. februar 2022 – SLOVENSKI VEČER (Drugo Dugme, Rok 'n' Band, Smile, Petkova pumpa in Buryana)
- 23. februar 2022 – OTROŠKA ZABAVA (Čuki in Ribič Pepe)
- 25. februar 2022 – KURENTANC (Mi2, Kingston in DJ)
- 26. februar 2022 – PUSTNA SOBOTA (Gadi, Jasmin Stavros in Natalija Verboten)
- 27. februar 2022 – PUSTNA NEDELJA (Petkova pumpa, Alfi Nipič z muzikanti in Zvita feltna)
- 28. februar 2022 – MILLENIUM NIGHT (Challe Salle, Joker Out, Nipke in DJ)

## Etnografski liki
Avtohtoni etnografski liki iz Ptujskega polja, Dravskega polja ter z območja Haloz:
| - "Kurent" ali "Korant" (glavni etnografski lik) - "Pustni plesači" (Pobrežje, Videm) - "Pokači" (za srečo in blagostanje) - "Ploharji" (za čaranje plodnosti) - "Orači" (zarišejo magični krog) - "Hudič" (bojte, bojte, prihaja) - "Kopjaš" (ženitni lik) - "Cigani" (Dornava) | - "Moža išče kopanja" (slamnata nevesta) - "Kurike in piceki" (za dobro letino) - "Nagajivi medved" (Ptujsko polje) - "Baba deda nosi" (duhovi rajnih) - "Jürek in rabolj" (Haloze) - "Vile" (Zabovci) - "Ruse" (Ptujsko polje) |  |

## 18. Princ karnevala
Vitez Hinko Sodinski, plemeniti Gall izbran na Martinovo 2020, točno ob 11:11 uri, je bil tokrat izjemoma inavguriran na ptujskem gradu (in ne pred mestno hišo), že 18. princ karnevala, je prvotno dobil dvoletni mandat (2021 in 2022), a so mu ga zaradi pandemije podaljšali še za eno leto.

## Nagrade
Nagrad za najbolj izvirno karnevalsko masko, ki jih podeljujejo že od 1961, niso podelili saj je bila osrednja povorka neorganizirana, spontana.

## Neorganizirana trasa

### Otvoritvena etnografska povorka (19.2.)
- Zadružni trg – Pešmost – Dravska – Minoritski trg – Krempljeva – Mestni trg

### Mednarodna karnevalska povorka (27.2.)
- Potrčeva (start) – Raičeva – UE Ptuj – Slomškova – Miklošičeva – Mestni trg – Krempljeva – Minoritski trg – Dravska – Miheličeva galerija (konec)

## Bližnji etnografski fašenki

### V okolici Ptuja
| #   | Povorka  | Dan          | Od   |
| --- | -------- | ------------ | ---- |
| 30. | Cirkovci | pustni torek | 1993 |

- 30. Cirkovški fašenk (Cirkovce), jubilejna izvedba, je bil edini fašenk daleč naokrog, ki je bil kljub kratkemu času, ki so ga imeli organizatorji na voljo, spet organiziran v polni izvedbi z povorko, karnevalskim balom, imenovanjem fašenskega carja in zadnjim kurentovim zvenom.[22][23][24]

- Markovci v kratkem času po koncu pandemije, ki so ga imeli na voljo, niso uspeli organizirati uradnega fašenka. A so se kljub temu na spontani povorki zbrale številni pustni liki, ki so preplavili Markovce in veliko gledalcev od blizu in daleč, saj praktično ni bilo več moč dobiti parkirati.[3]

- Videm pri Ptuju v kratkem času po koncu pandemije ni uspel organizirati fašenka. So se pa v spontani povorki sprehodli številni etnografski liki.

- Cirkulane in Majšperk v kratkem času po koncu pandemije nista uspel organizirati uradnega fašenka. Tudi spontanih povork ni bilo.